# George Murdock
George Murdock (Salina (Kansas), 25 juni 1930 – Burbank (Californië), 30 april 2012) was een Amerikaans acteur.

## Carrière
Murdock begon in 1961 met acteren in de televisieserie Shannon. Hierna speelde hij nog meer dan 190 rollen in televisieseries en films zoals Tarzan (1966-1967), It Takes a Thief (1969-1970), Ironside (1968-1974), Earthquake (1974), Battlestar Galactica (1978-1979), Barney Miller (1976-1982), What a Country (1986-1987), Star Trek V: The Final Frontier (1989), Final Analysis (1992), The X-Files (film) (1998), The X-Files (1998-1999), Law & Order (1992-1999) en Judging Amy (2000-2002).
Murdock heeft ook diverse maal in het theater opgetreden waaronder eenmaal op Broadway in 1964 met het toneelstuk Conversation at Midnight. Hiernaast trad hij ook op in Off-Broadway theaters.

## Filmografie

### Films
Selectie:
- 2003 Looney Tunes: Back in Action – als Acme VIP
- 2002 Orange County – als Bob Beugler
- 1998 The X-Files – als tweede oudere
- 1992 Final Analysis – als rechter Caldwell
- 1989 Star Trek V: The Final Frontier – als God
- 1977 Breaker! Breaker! – als Judge Joshua Trimmings
- 1974 Earthquake – als kolonel
- 1974 Hangup – als kapitein Gorney
- 1973 The Mack – als Fatman

### Televisieseries
Uitgezonderd eenmalige gastrollen.
- 2000 – 2002 Judging Amy – als rechter Norman Artel – 2 afl.
- 1992 – 1999 Law & Order – als rechter Eric Bertram – 3 afl.
- 1998 – 1999 The X-Files – als oudere – 4 afl.
- 1993 Reasonable Doubts – als mr. Maxwell – 2 afl.
- 1990 – 1991 Equal Justice – als rechter Ernest Franklin – 2 afl.
- 1990 Star Trek: The Next Generation – als admiraal J.P. Hanson – 2 afl.
- 1986 – 1987 What a Country – als Laslo Gabov – 26 afl.
- 1977 – 1982 Barney Miller – als luitenant Ben Scanlon – 11 afl.
- 1978 – 1979 Battlestar Galactica – als dr. Salik – 5 afl.
- 1976 Once an Eagle – als sergeant Chepenek – miniserie
- 1972 – 1974 Banacek – als Cavanaugh – 5 afl.
- 1969 – 1970 It Takes a Thief – als Fred Devon – 5 afl.
- 1969 The Bold Ones: The Lawyers – als officier van justitie Braddock – 2 afl.
- 1965 Ben Casey – als Byron B. Davis – 2 afl.
- 1964 – 1965 No Time for Sergeants – als Krupnick – 4 afl.

- Biblioteca Nacional de España: XX4603855
- Bibliothèque nationale de France: cb14209671d (data)
- Gemeinsame Normdatei: 142111597
- International Standard Name Identifier: 0000 0001 1849 3374
- Library of Congress Control Number: no2002005234
- SNAC: w6961h1q
- Virtual International Authority File: 8459149068426565730006